# 赫内拉利费宫
赫内拉利费宫（西班牙語：Palacio de Generalife，阿拉伯语： - 建筑师花园）是格拉纳达苏丹的夏宫。 
赫内拉利费宫和花园，修建于格拉纳达苏丹穆罕默德三世的统治时期（1302至1309年）。 
赫内拉利费宫包括水渠庭院（Patio de la Acequia），有长长的水池，两侧有花坛，喷泉，柱廊，凉亭框架，以及苏丹花园（Jardín de la Sultana）。被认为是维护最好的安达卢斯式中世纪花园。赫内拉利费宫与阿尔罕布拉宫原本用横跨峡谷的走道联系在一起。赫内拉利费宫是保存下来最古老的摩尔花园之一
今天的花园在1931年至1951年期間進行了大規模修補。走道都铺上了鹅卵石：白色的来自达罗河，黑色的来自赫尼尔河。 